# Lista över fornlämningar i Växjö kommun (Öja)
Lista över fornlämningar i Växjö kommun (Öja) är en förteckning av ett urval av de fornlämningar som finns i Öja i Växjö kommun.
| Namn                         | Lämningstyp                 | Tillkomsttid | Historisk indelning | Plats | Läge                 | ID-nr          | Bild                                 |
| ---------------------------- | --------------------------- | ------------ | ------------------- | ----- | -------------------- | -------------- | ------------------------------------ |
| Öja 1:1                      | Röse                        |              | Öja, Småland        |       | 56.892597, 14.649465 | 10077800010001 | Ladda upp en bild av detta fornminne |
| Öja 2:1                      | Röse                        |              | Öja, Småland        |       | 56.886369, 14.650061 | 10077800020001 | Ladda upp en bild av detta fornminne |
| 1) Stenkullarröret (Öja 4:1) | Röse                        |              | Öja, Småland        |       | 56.884691, 14.647523 | 10077800040001 | Ladda upp en bild av detta fornminne |
| 1) Stenkullarröret (Öja 4:2) | Röse                        |              | Öja, Småland        |       | 56.884546, 14.647215 | 10077800040002 | Ladda upp en bild av detta fornminne |
| Öja 5:1                      | Röse                        |              | Öja, Småland        |       | 56.881477, 14.639635 | 10077800050001 | Ladda upp en bild av detta fornminne |
| Öja 6:1                      | Röse                        |              | Öja, Småland        |       | 56.891385, 14.649862 | 10077800060001 | Ladda upp en bild av detta fornminne |
| Öja 7:1                      | Röse                        |              | Öja, Småland        |       | 56.874457, 14.645334 | 10077800070001 | Ladda upp en bild av detta fornminne |
| Öja 9:1                      | Röse                        |              | Öja, Småland        |       | 56.865121, 14.631954 | 10077800090001 | Ladda upp en bild av detta fornminne |
| Öja 10:1                     | Stenkammargrav              |              | Öja, Småland        |       | 56.862654, 14.634920 | 10077800100001 | Ladda upp en bild av detta fornminne |
| Öja 11:1                     | Stenkammargrav              |              | Öja, Småland        |       | 56.855686, 14.636956 | 10077800110001 | Ladda upp en bild av detta fornminne |
| Öja 12:1                     | Röse                        |              | Öja, Småland        |       | 56.853902, 14.636440 | 10077800120001 | Ladda upp en bild av detta fornminne |
| Öja 19:1                     | Röse                        |              | Öja, Småland        |       | 56.885888, 14.657190 | 10077800190001 | Ladda upp en bild av detta fornminne |
| Öja 20:1                     | Gravfält                    |              | Öja, Småland        |       | 56.855518, 14.614405 | 10077800200001 | Ladda upp en bild av detta fornminne |
| Öja 21:1                     | Röse                        |              | Öja, Småland        |       | 56.860620, 14.607187 | 10077800210001 | Ladda upp en bild av detta fornminne |
| Jungfruröret (Öja 22:1)      | Röse                        |              | Öja, Småland        |       | 56.851253, 14.605764 | 10077800220001 | Ladda upp en bild av detta fornminne |
| Öja 23:1                     | Röse                        |              | Öja, Småland        |       | 56.861155, 14.613864 | 10077800230001 | Ladda upp en bild av detta fornminne |
| Öja 24:1                     | Stenkammargrav              |              | Öja, Småland        |       | 56.862389, 14.621819 | 10077800240001 | Ladda upp en bild av detta fornminne |
| Öja 25:1                     | Röse                        |              | Öja, Småland        |       | 56.857541, 14.603003 | 10077800250001 | Ladda upp en bild av detta fornminne |
| Öja 26:1                     | Röse                        |              | Öja, Småland        |       | 56.856787, 14.603106 | 10077800260001 | Ladda upp en bild av detta fornminne |
| Öja 28:1                     | Grav markerad av sten/block |              | Öja, Småland        |       | 56.849094, 14.614541 | 10077800280001 | Ladda upp en bild av detta fornminne |
| Öja 29:1                     | Röse                        |              | Öja, Småland        |       | 56.848362, 14.614143 | 10077800290001 | Ladda upp en bild av detta fornminne |
| Öja 30:1                     | Röse                        |              | Öja, Småland        |       | 56.839476, 14.597969 | 10077800300001 | Ladda upp en bild av detta fornminne |
| Öja 31:1                     | Röse                        |              | Öja, Småland        |       | 56.838963, 14.595482 | 10077800310001 | Ladda upp en bild av detta fornminne |
| Öja 32:1                     | Stenkammargrav              |              | Öja, Småland        |       | 56.836647, 14.599024 | 10077800320001 | Ladda upp en bild av detta fornminne |
| Öja 33:1                     | Röse                        |              | Öja, Småland        |       | 56.837503, 14.598136 | 10077800330001 | Ladda upp en bild av detta fornminne |
| Öja 34:1                     | Röse                        |              | Öja, Småland        |       | 56.833352, 14.591155 | 10077800340001 | Ladda upp en bild av detta fornminne |
| Öja 35:1                     | Stenkammargrav              |              | Öja, Småland        |       | 56.839369, 14.579717 | 10077800350001 | Ladda upp en bild av detta fornminne |
| Öja 36:1                     | Stenkammargrav              |              | Öja, Småland        |       | 56.841605, 14.573921 | 10077800360001 | Ladda upp en bild av detta fornminne |
| Grottan (Öja 38:1)           | Borg                        |              | Öja, Småland        |       | 56.836392, 14.580027 | 10077800380001 | Ladda upp en bild av detta fornminne |
| Öja 39:1                     | Stenkammargrav              |              | Öja, Småland        |       | 56.832384, 14.589920 | 10077800390001 | Ladda upp en bild av detta fornminne |
| Öja 41:1                     | Röse                        |              | Öja, Småland        |       | 56.825118, 14.585788 | 10077800410001 | Ladda upp en bild av detta fornminne |
| Öja 42:1                     | Röse                        |              | Öja, Småland        |       | 56.824704, 14.587250 | 10077800420001 | Ladda upp en bild av detta fornminne |
| Öja 43:1                     | Röse                        |              | Öja, Småland        |       | 56.821184, 14.586758 | 10077800430001 | Ladda upp en bild av detta fornminne |
| Öja 44:1                     | Stenkammargrav              |              | Öja, Småland        |       | 56.819190, 14.589284 | 10077800440001 | Ladda upp en bild av detta fornminne |
| Öja 45:1                     | Röse                        |              | Öja, Småland        |       | 56.817328, 14.590948 | 10077800450001 | Ladda upp en bild av detta fornminne |
| Öja 46:1                     | Röse                        |              | Öja, Småland        |       | 56.821716, 14.604857 | 10077800460001 | Ladda upp en bild av detta fornminne |
| Öja 47:1                     | Röse                        |              | Öja, Småland        |       | 56.818062, 14.604687 | 10077800470001 | Ladda upp en bild av detta fornminne |
| Öja 48:1                     | Röse                        |              | Öja, Småland        |       | 56.816751, 14.605968 | 10077800480001 | Ladda upp en bild av detta fornminne |
| Öja 49:1                     | Röse                        |              | Öja, Småland        |       | 56.814276, 14.604147 | 10077800490001 | Ladda upp en bild av detta fornminne |
| Öja 52:1                     | Röse                        |              | Öja, Småland        |       | 56.808129, 14.598326 | 10077800520001 | Ladda upp en bild av detta fornminne |
| Öja 53:1                     | Röse                        |              | Öja, Småland        |       | 56.806250, 14.596439 | 10077800530001 | Ladda upp en bild av detta fornminne |
| Öja 54:1                     | Röse                        |              | Öja, Småland        |       | 56.805012, 14.597568 | 10077800540001 | Ladda upp en bild av detta fornminne |
| Öja 55:1                     | Gravfält                    |              | Öja, Småland        |       | 56.833379, 14.642084 | 10077800550001 | Ladda upp en bild av detta fornminne |
| Öja 56:1                     | Gravfält                    |              | Öja, Småland        |       | 56.832674, 14.634839 | 10077800560001 | Ladda upp en bild av detta fornminne |
| Öja 57:1                     | Stenkammargrav              |              | Öja, Småland        |       | 56.807677, 14.627405 | 10077800570001 | Ladda upp en bild av detta fornminne |
| Öja 60:1                     | Gravfält                    |              | Öja, Småland        |       | 56.826130, 14.582266 | 10077800600001 | Ladda upp en bild av detta fornminne |
| Öja 66:1                     | Stenkammargrav              |              | Öja, Småland        |       | 56.839302, 14.671117 | 10077800660001 | Ladda upp en bild av detta fornminne |
| Öja 67:1                     | Stenkammargrav              |              | Öja, Småland        |       | 56.837699, 14.668181 | 10077800670001 | Ladda upp en bild av detta fornminne |
| Öja 69:1                     | Stenkammargrav              |              | Öja, Småland        |       | 56.835372, 14.661776 | 10077800690001 | Ladda upp en bild av detta fornminne |
| Öja 70:1                     | Stenkammargrav              |              | Öja, Småland        |       | 56.834152, 14.668053 | 10077800700001 | Ladda upp en bild av detta fornminne |
| Hällerör (Öja 71:1)          | Röse                        |              | Öja, Småland        |       | 56.839340, 14.658530 | 10077800710001 | Ladda upp en bild av detta fornminne |
| Brändabacke (Öja 72:1)       | Röse                        |              | Öja, Småland        |       | 56.842129, 14.659329 | 10077800720001 | Ladda upp en bild av detta fornminne |
| Öja 73:1                     | Röse                        |              | Öja, Småland        |       | 56.823731, 14.586137 | 10077800730001 | Ladda upp en bild av detta fornminne |
| Öja 75:1                     | Stensättning                |              | Öja, Småland        |       | 56.866265, 14.602795 | 10077800750001 | Ladda upp en bild av detta fornminne |
| Öja 91:1                     | Stensättning                |              | Öja, Småland        |       | 56.846403, 14.628405 | 10077800910001 | Ladda upp en bild av detta fornminne |
| Öja 91:2                     | Stensättning                |              | Öja, Småland        |       | 56.846252, 14.628332 | 10077800910002 | Ladda upp en bild av detta fornminne |
| Öja 98:1                     | Stensättning                |              | Öja, Småland        |       | 56.826813, 14.607481 | 10077800980001 | Ladda upp en bild av detta fornminne |
| Öja 100:1                    | Röse                        |              | Öja, Småland        |       | 56.824768, 14.609593 | 10077801000001 | Ladda upp en bild av detta fornminne |
| Öja 105:1                    | Röse                        |              | Öja, Småland        |       | 56.823170, 14.603554 | 10077801050001 | Ladda upp en bild av detta fornminne |
| Öja 108:1                    | Röse                        |              | Öja, Småland        |       | 56.865229, 14.633860 | 10077801080001 | Ladda upp en bild av detta fornminne |
| Öja 133:1                    | Hällristning                |              | Öja, Småland        |       | 56.827555, 14.640358 | 10077801330001 | Ladda upp en bild av detta fornminne |
| Öja 139:1                    | Stenkammargrav              |              | Öja, Småland        |       | 56.831453, 14.667905 | 10077801390001 | Ladda upp en bild av detta fornminne |
| Öja 140:1                    | Röse                        |              | Öja, Småland        |       | 56.836758, 14.668037 | 10077801400001 | Ladda upp en bild av detta fornminne |
| Öja 140:2                    | Röse                        |              | Öja, Småland        |       | 56.836916, 14.668524 | 10077801400002 | Ladda upp en bild av detta fornminne |
| Öja 141:1                    | Röse                        |              | Öja, Småland        |       | 56.902780, 14.636578 | 10077801410001 | Ladda upp en bild av detta fornminne |
| Öja 143:1                    | Stensättning                |              | Öja, Småland        |       | 56.890514, 14.644248 | 10077801430001 | Ladda upp en bild av detta fornminne |
| Öja 144:1                    | Stensättning                |              | Öja, Småland        |       | 56.812807, 14.591075 | 10077801440001 | Ladda upp en bild av detta fornminne |
| Öja 144:2                    | Hällristning                |              | Öja, Småland        |       | 56.812540, 14.590846 | 10077801440002 | Ladda upp en bild av detta fornminne |
| Öja 145:1                    | Hällristning                |              | Öja, Småland        |       | 56.816526, 14.591601 | 10077801450001 | Ladda upp en bild av detta fornminne |